# Lasiodorides striatus
Lasiodorides striatus (synoniem: Pamphobeteus wallacei) is een spinnensoort in de taxonomische indeling van de vogelspinnen (Theraphosidae).
Het dier behoort tot het geslacht Lasiodorides. De wetenschappelijke naam van de soort werd voor het eerst geldig gepubliceerd in 1996 door Joachim Schmidt & Antonelli.